# Alfons Anglický
Alfons Anglický (anglicky Alphonso of England, 24. listopadu 1273 – 14. nebo 19. srpna 1284? Windsor) byl hrabě z Chesteru a anglický následník trůnu.
Narodil se ve Francii jako osmý potomek anglického krále Eduarda I. a Eleonory Kastilské a byl pojmenován po svém strýci Alfonsovi, který byl jeho kmotrem. Jako desetiletý byl zasnouben s Markétou, dcerou holandského hraběte Florise V. a ku příležitosti dynastického sňatku započaly práce na Alfonsově žaltáři. Alfons pár měsíců před svatbou zemřel a byl pohřben v kapli Eduarda Vyznavače ve Westminsterském opatství. Jeho srdce bylo uloženo v londýnském dominikánském převorství.
Žaltář s heraldickými znaky obou zemí byl dokončen po deseti letech ke sňatku Alfonsovy sestry Alžběty a Jana Holandského.